# Thamnophilus ruficapillus
El batará pardo (Thamnophilus ruficapillus), es una especie de ave paseriforme de la familia Thamnophilidae perteneciente al numeroso género Thamnophilus. Algunos autores sostienen que el grupo de subespecies T. ruficapillus subfasciatus se trata de una especie separada. Se distribuye en regiones cálidas de América del Sur.

## Nombres comunes
Se le denomina batará pardo o parda (en Argentina, Bolivia y Uruguay), choca corona rojiza (en Argentina), batará de gorro rufo (en Perú), batará corona rojiza (en Paraguay), curruca bataraz (en Uruguay) o choca parda.

## Distribución y hábitat
Esta especie se distribuye de forma disjunta, con varias subespecies, en el oeste de América del Sur, desde el norte de Perú, gran parte de Bolivia, hasta Tucumán, en el noroeste de la Argentina. Otra población se presenta en el este de América del Sur, desde Espírito Santo y  Minas Gerais en el este de Brasil, pasando por el este del Paraguay, todo el Uruguay, hasta el noreste de la Argentina, llegando por el sur hasta el nordeste de la provincia de Buenos Aires, en la ribera derecha del Río de la Plata.
Esta especie es bastante común en matorrales, clareras en regeneración y bordes de bosques entre 1500 y 2200 m de altitud en el norte de Perú; entre 1000 y 3100 m en el sur de Perú y Bolivia; y hasta los 2100 m en el sureste de Brasil.

## Sistemática

### Descripción original
La especie T. ruficapillus fue descrita originalmente por el naturalista francés Louis Pierre Vieillot en el año 1816, bajo el mismo nombre científico. No fue adjuntada una localidad tipo, aunque fue adjudicada a: «Corrientes, Argentina».

### Etimología
El nombre genérico «Thamnophilus» deriva del griego «thamnos»: arbusto y «philos»: amante; «amante de arbustos»; y el nombre de la especie «ruficapillus», del latín «rufus»: rufo y «capillus»: corona; «de corona rufa».

### Taxonomía
Junto a las especies: Thamnophilus doliatus, T. zarumae, T. torquatus, T. tenuepunctatus, T. multistriatus, y T. palliatus, integra el «grupo T. doliatus». Con Thamnophilus torquatus parece formar una superespecie.

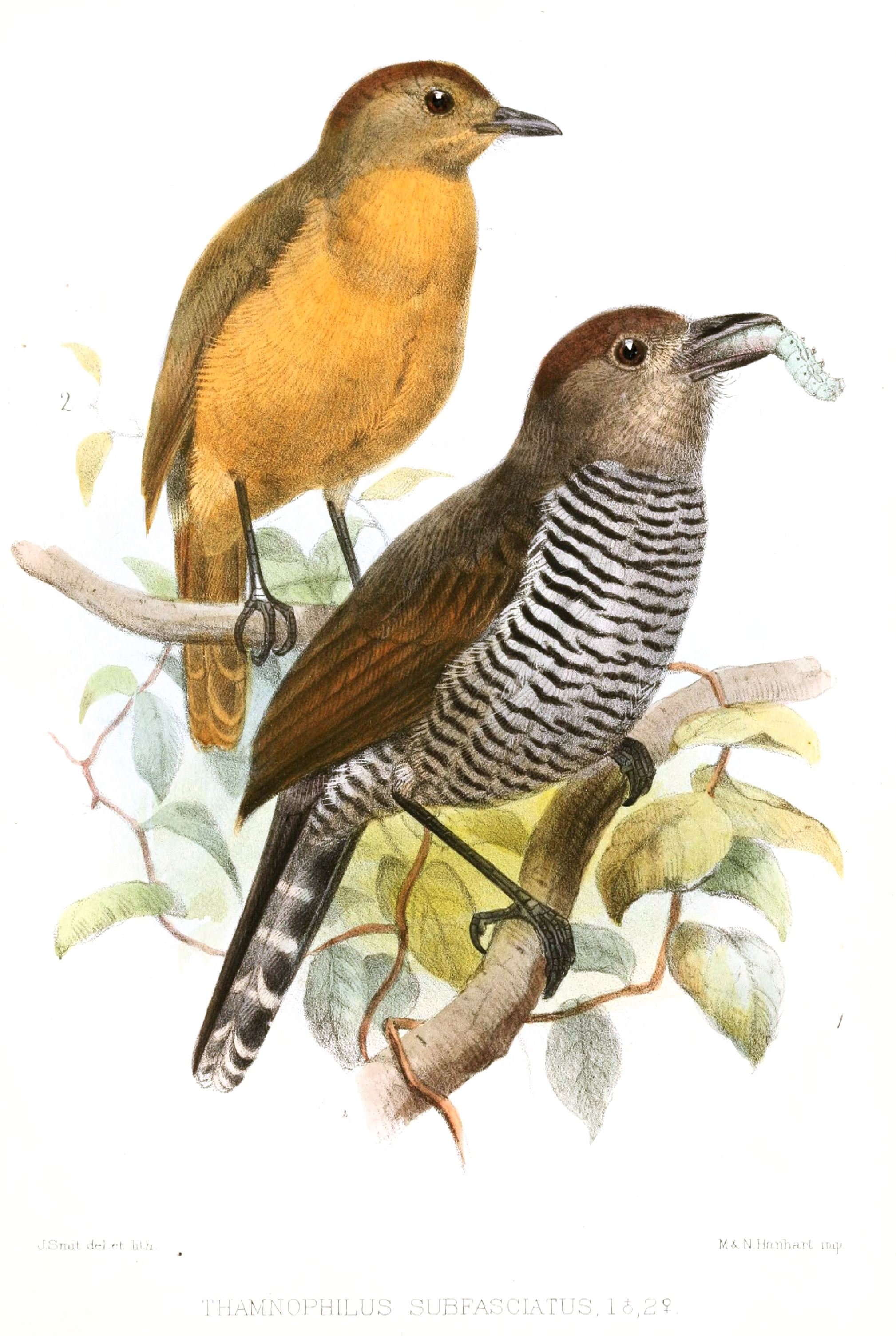
Thamnophilus ruficapillus subfasciatus; ilustración de Joseph Smit, para Proceedings of the Zoological Society of London, 1876.

Con base en diferencias morfológicas, algunos autores consideran al grupo andino T. r. subfasciatus, junto a jaczewskii y marcapatae, como la especie plena Thamnophilus subfasciatus, pero esto no es reconocido por las principales clasificaciones.

### Subespecies
Según la clasificación del Congreso Ornitológico Internacional (IOC) (Versión 7.2, 2017) y Clements Checklist v.2016, se reconocen 5 subespecies, con su correspondiente distribución geográfica:
- Thamnophilus ruficapillus jaczewskii Domaniewski, 1925 - Andes del norte de Perú (centro de Cajamarca, Amazonas al sur del río Marañón, y noroeste de San Martín).
- Thamnophilus ruficapillus marcapatae Hellmayr, 1912 - pendiente oriental de los Andes del sur de Perú (este de Cuzco, Puno).
- Thamnophilus ruficapillus subfasciatus Sclater & Salvin, 1876 - pendiente oriental de los Andes del noroeste de Bolivia (en el oeste de Cochabamba, y en La Paz).
- Thamnophilus ruficapillus cochabambae (Chapman, 1921) - pendiente oriental de los Andes del centro de Bolivia (este de Cochabamba y suroeste de Santa Cruz) al sur hasta el noroeste de Argentina (Jujuy, Salta, Tucumán).
- Thamnophilus ruficapillus ruficapillus Vieillot, 1816 - este de Paraguay, Uruguay, sudeste de Brasil (desde el este de Minas Gerais y Espírito Santo hasta el extremo sur) y el noreste de la Argentina (Misiones, Corrientes, Entre Ríos, y el noreste de Buenos Aires).